# Canton de Saint-Géry
Le canton de Saint-Géry est une ancienne division administrative française située dans le département du Lot et la région Midi-Pyrénées.

## Géographie
Ce canton était organisé autour de Saint-Géry dans l'arrondissement de Cahors. Son altitude variait de 110 m (Vers) à 389 m (Saint-Cirq-Lapopie) pour une altitude moyenne de 225 m.

## Composition
Le canton de Saint-Géry groupait neuf communes et comptait 1 927 habitants (recensement de 1999 sans doubles comptes).
| Nom                | Code Insee | Intercommunalité                | Superficie (km2) | Population (dernière pop. légale) | Densité (hab./km2) |
| ------------------ | ---------- | ------------------------------- | ---------------- | --------------------------------- | ------------------ |
| Berganty           | 46027      | CC du Pays de Lalbenque-Limogne | 6,98             | 109 (2014)                        | 16                 |
| Bouziès            | 46037      | CA Grand Cahors                 | 8,20             | 79 (2014)                         | 9,6                |
| Cours              | 46077      | CA Grand Cahors                 | 17,05            | 288 (2014)                        | 17                 |
| Crégols            | 46081      | CC du Pays de Lalbenque-Limogne | 18,35            | 86 (2014)                         | 4,7                |
| Esclauzels         | 46092      | CC du Pays de Lalbenque-Limogne | 17,73            | 223 (2014)                        | 13                 |
| Saint-Cirq-Lapopie | 46256      | CA Grand Cahors                 | 17,89            | 213 (2014)                        | 12                 |
| Saint-Géry         | 46268      | CA Grand Cahors                 | 13,58            | 442 (2014)                        | 33                 |
| Tour-de-Faure      | 46320      | CA Grand Cahors                 | 8,77             | 334 (2014)                        | 38                 |
| Vers               | 46331      | CA Grand Cahors                 | 17,94            | 418 (2014)                        | 23                 |

## Représentation

### Conseillers généraux de 1833 à 2015
| Période | Période          | Identité                    | Étiquette                  | Qualité |
| ------- | ---------------- | --------------------------- | -------------------------- | --- |
| 1833    | 1845             | Claude Conté                | Centre                     | Avocat Maire de Cahors, Député (1831-1834, 1835-1837) |
| 1845    | 1871             | Henri Besse de Laromiguière |                            | Juge d'instruction Vice-Président du Tribunal civil de Cahors |
| 1871    | 1874             | Léon Talou                  | Républicain                | Avoué près le tribunal civil de Cahors |
| 1874    | 1880             | Octave Depeyre              | Droite                     | Avocat Représentant de la Haute-Garonne à l'Assemblée Nationale (1871-1876) Sénateur du Lot (1876-1879) Garde des Sceaux, Ministre de la Justice du 26 novembre 1873 au 22 mai 1874 |
| 1880    | 1900 (décès)     | Léon Talou                  | Républicain                | Avoué près le tribunal civil de Cahors Député (1889-1897) Sénateur (1897-1900) |
| 1900    | 1919             | Ernest Talou                | Rad.                       | Percepteur des contributions directes à Toulouse |
| 1919    | 1937 (démission) | Élophe Bénech               | Rad.                       | Professeur à la Faculté de Médecine de Bordeaux Maire de Tour-de-Faure |
| 1937    | 1940             | René Besse                  | GD                         | Avocat - Maire de Cabrerets (1931-1940) Député (1932-1942) Ancien Ministre (1936 et 1939-1940)                                                                                      |
|         |                  |                             |                            | |
| 1943    | 1945             | Louis Decremps              | ?                          | Maire de Saint-Géry (1937-1947 et 1953-1959) Nommé conseiller départemental en 1943                                                                                                 |
|         |                  |                             |                            | |
| 1945    | 1985             | Jacques Garnal              | DVG puis DVD puis app. RPR | Médecin à Cahors |
| 1985    | 2011             | Michel Quèbre               | PS                         | Agriculteur - Maire de Saint-Michel-de-Cours (1995-1998) Ancien Président de la Communauté de Communes Lot-Célé                                                                     |
| 2011    | 2015             | Michel Roumégoux            | AC-UDI                     | vétérinaire député (2002-2007) Maire de Cahors (2001-2003) |

### Conseillers d'arrondissement (de 1833 à 1940)
| Période                                  | Période | Identité                          | Étiquette                             | Qualité |
| ---------------------------------------- | ------- | --------------------------------- | ------------------------------------- | --- |
| 1833                                     | 1848    | François Étienne Dols (1796-1884) |                                       | Notaire, propriétaire à Saint-Cirq                                                                          |
|                                          |         |                                   |                                       | |
| 1886                                     | ap.1894 | Raymond Cayla (1838-?)            | Républicain progressiste puis Radical | Maire de Saint-Géry, suppléant du juge de paix                                                              |
|                                          |         |                                   |                                       | |
| 1919                                     | 1940    | Émile Couderc                     | URD                                   | Président du Syndicat des planteurs de tabac                                                                |
| 1940                                     |         |                                   |                                       | Les conseils d'arrondissement ont été suspendus par la loi du 12 octobre 1940 et n'ont jamais été réactivés |
| Les données manquantes sont à compléter. |         |                                   |                                       | |

## Démographie
| 1962  | 1968  | 1975  | 1982  | 1990  | 1999  | 2006  | 2011  | 2012  |
| ----- | ----- | ----- | ----- | ----- | ----- | ----- | ----- | ----- |
| 1 943 | 1 814 | 1 694 | 1 691 | 1 743 | 1 927 | 2 096 | 2 283 | 2 251 |